# Pepa Òdena Savé
Pepa Òdena Savé   (Barcelona, 11 d'abril de 1939 - 2 de novembre de 2024) va ser una mestra catalana i impulsora de la renovació pedagògica en educació infantil i difusora d'importants experiències europees en aquesta etapa educativa.
Òdena és autora de diverses obres en l'àmbit de l'educació infantil i la psicomotricitat. Entre les seves publicacions destacades es troben El joc de la descoberta (1994), o L'infant i l'escola bressol (1987). També va col·laborar en la creació de materials audiovisuals, com el vídeo La Panera dels Tresors (2005). A més, va escriure obres com Educació Psicomotriu. Jocs al Parvulari (1979) i L'educació musical a la llar d'infants (1988).